# ویتوریو جلمتی
ویتوریو جلمتی (ایتالیایی: Vittorio Gelmetti؛ ‏ ۲۶ آوریل ۱۹۲۶ – ۴ فوریهٔ ۱۹۹۲) آهنگساز اهل ایتالیا بود.
از جمله آثار وی می‌توان به موسیقی فیلم زیر نشان عقرب اشاره کرد.